# قاسم حول
البطاقة الثقافية الكاملة
نهاية عام 2019
قاسم حول دخل المسرح من السقف
الصحفي العراقي الكبير حميد رشيد – مجلة 14 تموز1959
الخبرة العملية
العراق - مؤسسة أفلام اليوم.
فرقة مسرح اليوم.
ستودبو هاماز. 
مؤسسة السينما العراقية.
لبنان – ستوديو اللجنة الفنية الفلسطينية
ستوديو بعلبك.
سوريا – مؤسسة السينما السورية.
ليبيا – مؤسسة السينما الليبية (الخيالة)
QUINTA   LTCتونس – ستوديوهات 
اليمن – قسم السينما التابع لوزارة الثقافة اليمنية 
إيطاليا – ستوديو ميكرو ستامبا
اليونان – ستوديو سيني ماجيك.
إسبانيا – مستشار في قناة الأندلس 
العراق – مستشار في وزارة الثقافة \دائرة السينما والمسرح
وبتاريخ الأول من شهر فبراير \ شباط عام 2019 تم تعيينه مستشاراً لرئيس وزراء العراق للثقافة والإعلام
الدراسة
* درس التمثيل والإخراج في معهد الفنون الجميلة لخمس سنوات (1959 – 1963)
* بعد تخرجه من معهد الفنون الجميلة أسس هو وعدد من أصدقائه فرقة مسرح اليوم ومؤسسة أفلام اليوم وأصدر مجلة عنوانها السينما اليوم. وأنتجوا فيلم الحارس عام 1967 كتب قاسم حول قصة الفيلم ومثل أحد أدواره الرئيسة. الفيلم من إخراج خليل شوقي. حاز الفيلم على الجائزة الفضية «التانيت الفضي» في مهرجان قرطاج عام 1968. «حجبت الجائزة الذهبية لذلك العام» وأعتبر الفيلم حائز على المرتبة الأولى في المهرجان.
المسرح 
·       بدأ حياته المسرحية في وقت مبكر في مسرح حرفي تابع لنادي الاتحاد الرياضي في مدينة البصرة  بالعراق. ثم أسس فرقة مسرح النور في البصرة.
·       كتب عشر مسرحيات واخرج سبعة مسرحيات ومثل في ثلاثة عشر مسرحية.
سينما - الأفلام الروائية.
·       1972 أخرج فيلم «اليد» مؤسسة السينما السورية وهو فيلم قصير وأول تجربة أخراج سينمائية.
·       1977 أخرج أول فيلم روائي طويل في العراق إنتاج دائرة السينما العراقية، وهو فيلم «بيوت في ذلك الزقاق»
·       1982 أخرج في بيروت فيلم (عائد إلى حيفا) عن رواية الكاتب الفلسطيني غسان كنفاني.
·       1990 أخرج فيلم (البحث عن ليلى العامرية) من إنتاج شركة الخدمات الإعلامية في طرابلس- ليبيا.
·       2009 كتب وإخرج فيلم (المغني) نفذه في منطقة قصر الدكتاتور. الفيلم دعم من قبل مؤسسة الآرتي التلفزيونية الفرنسية. وهو من تنفيذ «أوت بلوس» مشاركة مع سنونو فيلم. وحاز الفيلم ثلاث جوائز بضمنها الجائزة الذهبية في الملتقى الدولي للسينما العربية في مدينة نابل بتونس. 
·       2015 كتب وأخرج فيلم (بغداد خارج بغداد) من إنتاج دائرة السينما في وزارة الثقافة العراقية.
·       مثل في ثلاثة أفلام روائية، «الحارس، المغني، بغداد خارج بغداد»
·        عناوين الأفلام الوثائقية "31" فيلما
·       1 – فيلم الأهوار وثائقي طويل 2 -  «النهر البارد» 3 – نحن نزرع وردا 4 – الكلمة البندقية 5 – لن تسكت البنادق 6 – حياة جديدة 7 – بيوتنا الصغيرة 8 – لبنان تل الزعتر 9 – المجزرة صبرا وشاتيلا 10 – الأهوار 11 – سيمفونية اللون  - 12  – تراثنا الجميل 13 ست حلقات بعنوان تراثنا الجميل 14 – فيلم طويل بعنوان تراثنا الجميل - 15 ست حلقات عن مدينة غدامس التاريخية 16 – فيلم طويل بعنوان غدامس 17 – السلام عليكم 18 – قصة الأهوار.19 - فيلم الممثل وأنا وثائقي طويل 20 – ثلاثون حلقة تلفزيونية   
·        في العام 1984 وعلى مدى ستة شهور قام ببحث في حياة الناس الذين كانوا يعيشون في الجنوب الليبي من مواطني الواحات والصحارى فكتب وأخرج ستة أفلام وثائقية عن حياتهم تحمل عنوان «تراثنا الجميل» وفيلما وثائقيا طويلا عن نفس الموضوع ويحمل نفس الاسم تراثنا الجميل.
في العام 2011 أخرج فيلما عن مدينة غدامس في الصحراء الليبية التي إعتبرتها اليونسكو محمية أثرية ومع الفيلم ست حلقات ذات طابع اختصاصي في مفردات حياة المدينة.
·       2018 أخرج فيلما وثائقيا طويلا «خمسة وستون  دقيقة» بعنوان الممثل وأنا عن حياة صديقه الممثل العراقي مكي البدري.

## الجوائز التي حصل عليها قاسم حول
1 – جائزة اتحاد الشبيبة الديمقراطي العالمي عن فلم لماذا نزرع الورد – 1973 .
2 – الجائزة الفضية (حمامة بيكاسو الفضية) عن فلم (بيوتنا الصغيرة) مهرجان لايبزيغ للأفلام الوثائقية – ألمانيا 1974 .
3 – الجائزة الفضية عن فلم (بيوتنا الصغيرة) مهرجان أفلام وبرامج فلسطين – بغداد 1975 .
4 – خمس جوائز عن فلم (الأهوار) في مهرجان السينما العراقية  لعام 1976 بضمنها جائزة أفضل مخرج عراقي. 
5 – جائزة منظمة التضامن الأسيوي الأفريقي عن فلم (لماذا نزرع الورد) في مهرجان طشقند السينمائي  في الاتحاد السوفيتي عام 1977 .
6 – جائزة اتحاد الكتاب في أوزبكستان عن فلم (لبنان تل الزعتر) في مهرجان طشقند السينمائي – الاتحاد السوفيتي – 1979).
7 – الجائزة الذهبية (السيف الذهبي) عن فلم (المجزرة صبرا وشاتيلا) في مهرجان دمشق السينمائي – الجمهورية العربية السورية – 1984.
8 – جائزة اتحاد الصحفيين العالميين عن فلم (المجزرة صبرا وشاتيلا) في مهرجان لايبزيغ للأفلام الوثائقية _ ألمانيا 1984.
9 – الجائزة الذهبية عن فيلم المغني في مهرجان نابل السينمائي عام 2012 
10 – جائزة أفضل ممثل عربي للممثل مجيد عبد الواحد في دور سيف بفيلم المغني في مهرجان سينما المؤلف عام 2011
11 – تنويه في البيان الختامي لسينما المؤلف عام 2011 «الفيلم الجميل»
في الإذاعة والتلفزيون:
·       قدم الكثير من الأعمال الدرامية في الإذاعة العراقية والتلفزيون العراقي وتلفزيون الكويت تأليفا وتمثيلا.
·       أنجز ثلاثين حلقة تلفزيونية بعنوان «السينما حلم الواقع»
كتب وصحافة
·       كتب وأصدر العديد من المؤلفات في السينما «السينما الفلسطينية، ثلاثة أفلام عن القضية الفلسطينية، بستان السينما، السينما حلم الواقع». كما كتب مجموعة من القصص القصيرة بعنوان منامات وخمس روايات هي الخندك والعزير وسوق مريدي وعلى أبواب بغداد، وما بين النهرين. وكتب عدداً من السيناريوهات السينمائية. أعماله الأدبية أعتمد بعضها كمصادر وأطروحات لطلبة المعاهد والجامعات ومصادر بحث عن تاريخ السينما.
·       عمل محررا في عدد من الصحف ورئيسا لتحرير الصفحات الثقافية كما ترأس تحرير مجلة السينما اليوم عام 1968.
نشاطات أخرى
·       مؤسس لتيار أفلام اليوم 1962 ومؤسسة أفلام اليوم 1964  وفرقة مسرح اليوم في العراق عام 1966
·       أحد مؤسسي تيار السينما البديلة في دمشق عام  1972. وهو مؤسس قسم السينما الفلسطيني في لبنان.
·       أحد مؤسسي اتحاد السينمائيين التسجيليين العرب، وإنتخب عضوا في الأمانة العامة واللجنة التنفيذية للأتحاد عام 1975.
·       عام 1979 أنتخب رئيسا لرابطة الكتاب والصحفيين والفنانين الديمقراطيين العراقيين في لبنان. وشغل عضوية السكرتارية العامة لرابطة في عموم العالم.
·       أختير عضوا في لجنة التحكيم للأفلام الوثائقية في مهرجان موسكو السينمائي عام 1983.
·       أختير عضوا في لجنة التحكيم لمهرجان السينما العربية في روتردام بهولندا عام 2002
·       أختير عضوا في لجنة تحكيم مهرجان الفيلم العربي في باريس – فرنسا في معهد العالم العربي عام 2004.
·       أختير رئيسا للجنة التحكيم في مهرجان أتيودا السينمائي في كراكوف بولندا «مهرجان خاص بأفلام أكاديميات السينما في العالم» عام 2004
·       أختير رئيساً للجنة التحكيم في مهرجان السينما الكوردية في لندن عام 2007.
·       أختير عضوا في لجنة التحكيم لمهرجان القاهرة السينمائي عام 2009.
·       أختير رئيسا للجنة التحكيم الدولية لسينما الهواة في قليبيا بتونس عام 2010.
·       أختير عضواً في لجنة تحكيم السينما في الصحراء المغربية في مهرجان زاكوره.
·       أختير عضوا في مهرجان قيصري في تركيا عام 2018
·       أختير رئيسا للجنة تحكيم الأفلام الوثائقية في مهرجان وهران السينمائي عام 2018
الأرشيف السينمائي
·       أشرف على إنقاذ كل الوثائق المصورة سينمائيا على أشرطة ريفرسل والتي تركتها القوات البريطانية عند مغادرتها اليمن ونقلها إلى بيروت وقام بترميمها وإستنساخها على أشرطة سالبة وموجبة وأعادها «مهداة» من المقاومة الفلسطينية «فصيل الجبهة الشعبية لتحرير فلسطين» هدية للدولة اليمنية الاشتراكية. وهي ثروة تاريخية بصرية كبيرة  ونادرة.
·       أنقذ الكثير من الأرشيف الفلسطيني بعد الغزو الإسرائيلي إلى لبنان
·       2013 أنقذ تاريخ العراق المصور سينمائيا والذي وجده مطمورا تحت الأنقاض بعد الحرب على العراق عام  وسقوط النظام الدكتاتوري في العراق 2003 وعلى مدى ثمان سنوات وتم نقل الأرشيف إلى بناية آمنة تمهيدا لإستكمال ترميمه.
التكريم
·       تم تكريمه في مانهايم بألمانيا عام 1997 . لدوره الريادي في تأسيس السينما الفلسطينية.
·       تم تكريمه في رام الله  عام 2006 (لدوره في السينما الفلسطينية)
·       تم تكريمه في  سويسرا بمهرجان فريبورغ في مارس عام 2000. 
·       تم تكريمه في العراق من قبل مؤسسة السينما العراقية لدوره الريادي في السينما العراقية عام 2007.
·       منح درع الجيش العراقي \ في البصرة عام 2009  خلال تصويره فيلم «المغني» في قصر الدكتاتور العراقي 
·       تم تكريمه من قبل وزارة النفط العراقية لنفس السبب عام 2013.
·       تم تكريمه في بغداد من قبل دائرة العلاقات الثقافية في وزارة الثقافة وعرض فيلم المغني عام 2013.
·       تم تكريمه في تونس بمدينة نابل من قبل محافظة المدينة خلال عرض فيلمه (المغني) وجاء في شهادة التكريم «شهادة تكريم السيد قاسم حول – إن لقاء نابل للسينما العربية في دورته الثانية المنعقد بنابل له أثيل الشرف ووافر المحبة بإسناد هذه الشهادة، تقديراً واعترافاً بما قدمه للفعل الثقافي الإنساني ولمساهمته الرائعة في ترسيخ الحقوق الثقافية في الوطن العربي. حرر بنابل في الرابع من شهر مايس 2012 توقيبع المندوب العام للقاء محمد الطاهر العجرودي والمندوب الجهوي للثقافة الأسعد سعيد».
·       تم تكريمه من قبل مؤسسة شومان الثقافية في ألأردن. ومنح درع المؤسسة في عام 2015 لعاطائه المتجدد.
·       منح شهادة الدائرة الثقافية العراقية في عمان لمناسبة عرض فيلمه (بغداد خارج بغداد)
·       منح درع السفارة العراقية لمناسبة عرض فيلمه (بغداد خارج بغداد) في عمان بالأردن.
·       تم تكريمه من قبل مؤسسة العويس الثقافية في الإمارات العربية المتحدة في 12 أكتوبر 2016
·       تم تكريمه ثانية في رام الله في مهرجان «فيلم لاب – أيام السينما الفلسطينية» هو والمخرجة الألمانية «مونيكا ماورر» لدورهما في الثقافة السينمائية الفلسطينية وسينما المقاومة الفلسطينية.
·        عام 2016 تم تكريمه من قبل مكتب السلام العالمي في جنيف الذي تأسس عام 1891 من أجل عالم بلا حروب وجاء في شهادة التكريم "إلى المخرج قاسم حول، إننا وبموجب هذه الوثيقة نود أن نعبر عن امتناننا وتقديرنا لعملك المناهض للحروب والأرهاب والفاشية ومن أجل السلام.
·       تم تكريمه في مهرجان قليبيا السينمائي عام 2018 تحت عنوان «مخرجون شرفوا المهرجان»
·       
عناوين المسرحيات التي أخرجها
1 – تباريح بائس 2 – لحظات حاسمة 3 – فلوس الدوا 4 -  الخبز المسموم 5 – المنتفخون في البيت 6 – درويش أفندي 7 – خمسون دقيقة انتظار.
مسرحيات وأفلام وأعمال درامية تلفزيونية مثل فيها
1 – لحظات حاسمة «تأليف قاسم حول 2 – الخبز المسموم» تأليف جيان«3 – لو بالسراجين لو بالظلمة» تأليف يوسف العاني 4 – فلوس الدوا «تأليف يوسف العاني» 5 – الفدائي حسن «إعداد توفيق البصري» 6 – ولدي «تأليف بيير ديديه» 7 – يسقط الإستعمار «تأليف قاسم حول» 8 – الشريط الأخير «تأليف صموئيل بيكت» 9 – ضرر التبغ «تأليف تشيخوف» 10 – القضية رقم واحد «تأليف عارف علوان» 11 – الكونت والكلب «تأليف تشيخوف» 12 – الراحل العزيز«إعداد فرنك سطيفان» 13 – سترة توصا «إعداد جعفر علي عن مسرحية أمريكية» 14 -  الرجل الذي فقد رائحته «تأليف عارف علوان» 15 – المسألة طبيعية جدا تأليف قاسم حول 16 – فيلم المغني 17 – فيلم بغداد خارج بغداد 18 – مسمار جحا «تأليف علي أحمد باكتير» 98 – ولدي 20 – ضرر التبغ 21 – سقط المتاع «مسرحية فرنسية»
كتب ومثل الكثير من الأعمال الدرامية والبرامج لراديو بغداد يصعب حصرها.
عناوين المسرحيات التي كتبها
1 – الكراج الخامس 2 – غرفة للأيجار 3 – عودة السنونو 4 – المهرج 5 – البيت 6 – غرفة الماكياج 7 – المدينة المفقودة 8 – المسألة طبيعية جدا 9 – حامد 10 – اللعبة. جمعية الديكة.
صحف ومجلات حررها أو كتب فيها
1 - جريدة الخليج رئيس تحرير الصفحة الفنية  – البصرة  2 – جريدة الإنسانية – بغداد 3 – جريدة المستقبل – بغداد 4 – جريدة المواطن «رئيس تحرير  الصفحة ثقافية» بغداد 5 – جريدة عالم اليوم – بغداد 6 – مجلة الإذاعة والتلفزيون – بغداد 7 – مجلة الهدف «رئيس تحرير الصفحة الثقافية» بيروت 8 – جريدة الأنوار – بيروت 9 –  صحيفة القبس – الكويت 10 - مجلة البلاغ – بيروت 11 – مجلة الأخبار – بيروت 12 – مجلة الطريق – بيروت 13 – جريدة الدستور – بغداد 14 – جريدة طريق الشعب – بغداد. 15 – صحيفة الجزيرة الملحق الثقافي «كاتب مقال أسبوعي» المملكة العربية السعودية 16 – مقالات في موقع إيلاف  الإلكتروني. 17 – صحيفة العالم العراقية عمود يومي 18 – صحيفة الدستور عمود يومي

قاسم حول مخرج سينمائي وكاتب عراقي. مواليد عام 1940 في ناحية المدينة محافظة البصرة في العراق. بدأ نشاطاته المسرحية في سن مبكرة من حياته.
عام 1957 أسس أول فرقة مسرحية في مدينة البصرة وقدم العديد من المسرحيات تأليفا وتمثيلا وإخراجا. عام 1959 التحق في معهد الفنون الجميلة ودرس الإخراج والتمثيل لمدة خمس سنوات.
خلال فترة دراسته في معهد الفنون قدم من التلفزيون العراقي أعمالا درامية تأليفا وتمثيلا.
بعد تخرجه من معهد الفنون الجميلة عام 1964 أسس شركة أفلام اليوم التي أنتجت فيلم (الحارس) كتب قاسم حول قصة الفيلم ومثل أحد أدواره الرئيسية وأخرج الفيلم خليل شوقي. حاز الفيلم على التانيت الفضي في أيام قرطاج السينمائية بتونس (في تلك السنة حجب التانيت الذهبي).
أصدرت شركة أفلام اليوم مجلة سينمائية تحمل عنوان (السينما اليوم) تسلم قاسم حول رئاسة تحريرها.
عام 1967 أسس وعدد من أصدقائه الفنانين فرقة مسرحية هي (فرقة مسرح اليوم).
السلطة الدكتاتورية ألغت امتياز مجلة السينما اليوم وشركة أفلام اليوم فأسس قاسم حول شركة (سنونو فيلم) لكنها لم تمارس نشاطها حيث غادر قاسم حول بلاده إلى لبنان.
عام 1975 عاد إلى العراق وأخرج فيلما وثائقيا طويلا هو فيلم (الأهوار) وفيلما روائيا طويلا هو فيلم (بيوت في ذلك الزقاق) وعاد إلى لبنان وأنتخب رئيسا لرابطة الكتاب والصحفيين والفنانين الديمقراطيين العراقيين، وأصبح عضوا في السكرتارية العامة للرابطة في العالم.
أحد مؤسسي تيار السينما العربية البديلة الذي تأسس في دمشق عام 1970 وأحد مؤسسي اتحاد السينمائيين التسجيليين العرب وعضوالأمانة العامة واللجنة التنفيذية للإتحاد.
أختير عضوا في لجنة التحكيم لمهرجان موسكو عام 1983 وعضوا في لجنة تحكيم مهرجان الفيلم العربي في روتردام في هولندا عام 2002 ورئيسا للجنة التحكيم في مهرجان أتيودا في كراكوف في بولونيا عام 2003 وعضوا في لجنة التحكيم في مهرجان السينما العربية في باريس بفرنسا الذي يقيمه المركز الثقافي العربي. 
أخرج للسينما أكثر من عشرين فيلما وثائقيا وروائيا، ونالت أفلامه العديد من الجوائز بينها جائزة ذهبية وجائزتين فضيتين. 
اخرج فلم «بغداد خارج بغداد» 
صدرت له كتب عن السينما ومجموعات قصصية ومسرحيات وقصص سينمائية، وكتبت عنه الكثير من الدراسات في كتب عراقية وعربية وألمانية، وقدمت عن أعماله المسرحية والسينمائية العديد من الأطروحات في معاهد السينما والجامعات. حازت افلامه على جوائز عالمية. تم تكريمه في مهرجانات السينما. بمؤلفاته حصل الكثير من الأكاديميين على شهادات التخرج في الماجستتير والدكتوراه